# فیروزآباد صرصر (روستا)
روستای فیروز آباد صرصر از توابع بخش امیرآباد ، شهر امیریه، شهرستان دامغان می‌باشد. فاصله آن تا مرکز شهرستان حدود ۳۰ کیلومتر است. 